# Eladio Amorós
Eladio Amorós Cervigón fue un torero español nacido en Madrid el 27 de septiembre de 1903 y muerto en Salamanca el 28 de enero de 1987. 
Aunque nacido en Madrid, se trasladó a muy temprana edad a Salamanca, donde coincidió con Juan Luis de la Rosa, Chicuelo y Granero. 
Se vistió por primera vez de luces a los 13 años. Debutó en Madrid en 1921. 
Tomó la alternativa en Zaragoza el 13 de octubre de 1928. Su padrino fue Chicuelo y ejerció de testigo Nicanor Villalta. Los toros eran de la ganadería de Graciliano Pérez-Tabernero. 
En los carteles actuó con el apodo de "El Chico de la Revoltosa", en referencia al nombre de la zapatería que tenía su familia en Salamanca.
Confirmó alternativa en Madrid el 21 de abril de 1929, con Marcial Lalanda de padrino y Vicente Barrera de testigo. Los toros en esta ocasión eran de Nandín. Esta temporada solo toreó nueve corridas y una la siguiente. 
Sus últimos años de profesión actuó como banderillero en la cuadrilla de su hermano José (también torero y nacido en Salamanca, el 19-3-1913) y de otros toreros.
Protagonizó la 1.ª versión de la película "El niño de las monjas"(1925).
Fue un buen torero, malogrado por su falta de afición, pero sobrado de conocimientos.